# 拉丁人治下的希腊
所谓“法兰克希腊”（希臘語：Φραγκοκρατία，“法兰克人的统治”）“拉丁希腊”（希臘語：Λατινοκρατία，“拉丁人的统治”），或“威尼斯希腊”（希臘語：Βενετοκρατία or Ενετοκρατία，“威尼斯人的统治”），指1204年第四次十字军东征摧毁拜占庭帝国後的一段希腊历史时期，此期間在被瓜分的拜占庭領土上，依據《罗马帝国土地的分割》條約建立過相當多屬於法國和意大利的政權。

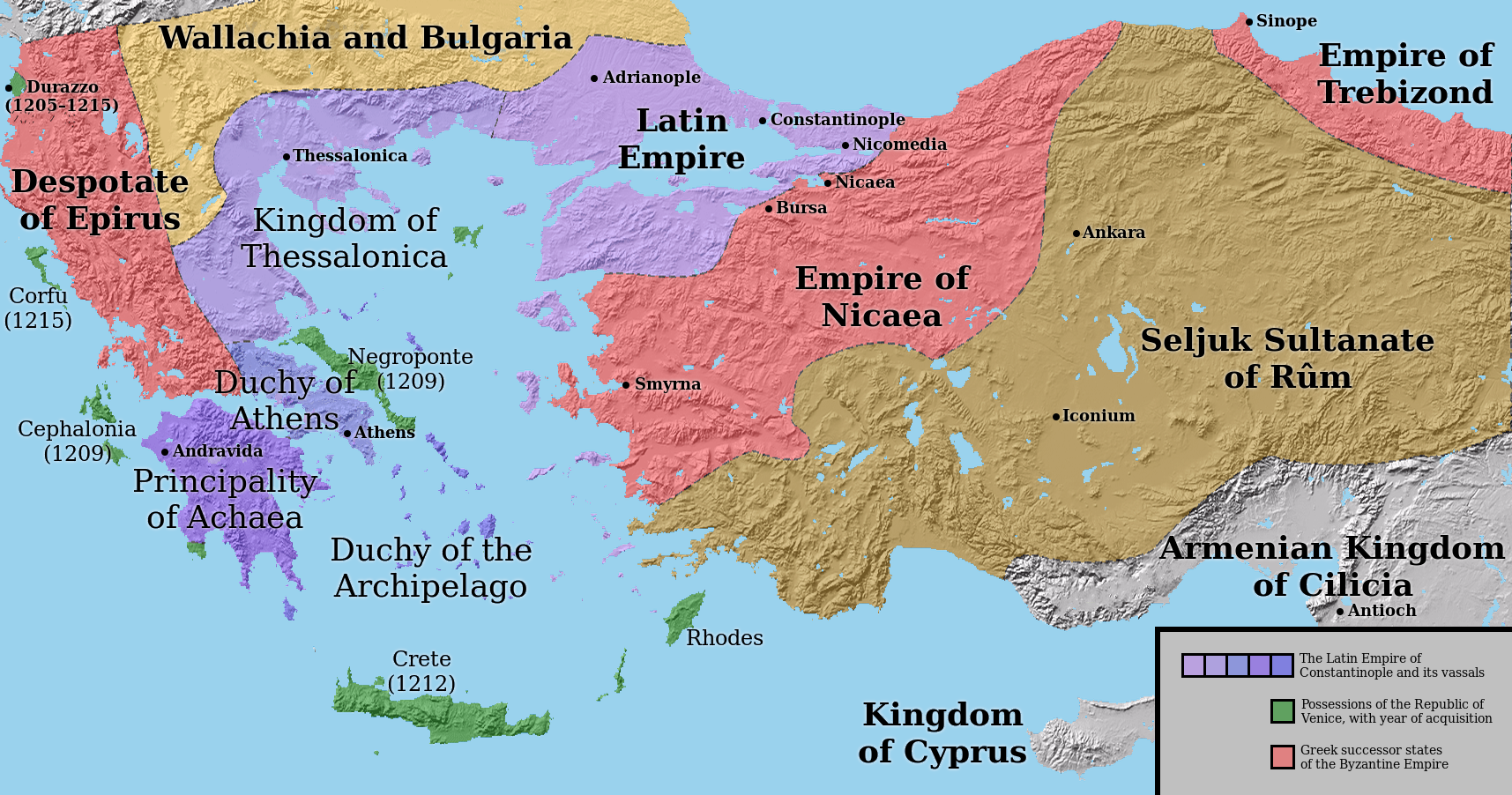
“法兰克希腊”的开始：第四次十字军东征后拜占庭帝国的分割

南希腊的希腊人与拉丁人国家，约1210年

约1450年的东地中海，显示了奥斯曼帝国、奄奄一息的拜占庭帝国（紫色）与希腊的拉丁人国家

“拉丁希腊”与“法兰克希腊”兩個拉丁名稱，源自“拉丁人”和“法兰克人”，是东正教希臘人對西方原法蘭克帝國領土上法国人和意大利人的称呼。法蘭克帝國也是羅馬權威消亡後接管大部分原西羅馬帝國領土的政治實體。該時期的跨度因地區不同而有所差異，因為政治局势極不穩定，而諸法蘭克政權時常分裂、易主，同時希臘復國者們也會重新佔領許多地區。
除了伊奥尼亚群岛和其他一些小岛由威尼斯共和国控制直到19世纪初為止，大部分希臘領土在14-17世纪，被奥斯曼帝国征服而宣告該時期的終結，並進入土耳其統治時代Tourkokratia (土耳其人的統治，見 鄂圖曼希臘).

## 拉丁人政权一览

### 拉丁帝国
拉丁帝国（1204-1261）以君士坦丁堡为中心，直辖色雷斯、比提尼亚等地区，是其他十字军国家名义上的宗主。其领土不断缩减，后几乎只剩下君士坦丁堡，1261年，尼西亚帝国军队收复君士坦丁堡，重建了拜占庭帝国。
- 菲利波波利斯公国（英语：Duchy of Philippopolis）（1204-1230年之后），北色雷斯的拉丁帝国附庸，后被保加利亚第二帝国征服。
- 利姆诺斯岛，1207年为威尼斯的纳维加约索家族（Navigajoso）战争，成为拉丁帝国的附庸，1278年被拜占庭帝国征服。
- 塞萨洛尼基王国（1205-1224年），占有马其顿与色萨利，其短暂存在期间，基本都在与保加利亚第二帝国战斗，最终被伊庇鲁斯专制国征服。
- 萨洛纳伯国（英语：Lordship of Salona）（1205-1410年），以萨洛纳（今阿姆菲萨）为中心，最初是塞萨洛尼基王国的附庸，后来附属于亚该亚。14世纪，先后由加泰罗尼亚佣兵团（英语：Catalan Company）、纳瓦拉佣兵团（英语：Navarrese Company）统治，1403年被卖给医院骑士团，1410年被奥斯曼帝国征服。
- 波多尼察侯国（英语：Marquisate of Bodonitsa）（1204-1414年），与萨洛纳一样，最初是塞萨洛尼基王国的附庸，后来则附属于亚该亚，1355年，威尼斯的吉奥尔吉家族（Giorgi） 夺取政权，1414年被奥斯曼帝国征服。
- 亚该亚亲王国（1205-1432年），占有摩里亚（伯罗奔尼撒半岛），迅速成为一个强大的国家，并在拉丁帝国灭亡后仍然繁荣。其主要敌手是拜占庭帝国的摩里亚专制国，最终被后者征服。也对阿尔戈斯与瑙普利亚领地（1205-1388年）行使宗主权。
- 雅典公国（1205-1458年），以底比斯和雅典为首都，占有阿提卡、维奥蒂亚以及色萨利南部部分地区。1311年，公国被加泰罗尼亚佣兵团（英语：Catalan Company）征服，1388年，又落入佛罗伦萨的阿奇亚奥里家族手中，1456年被奥斯曼帝国征服。
- 群岛公国（英语：Duchy of the Archipelago）（又名纳克索斯公国）（1207-1579年）, 为威尼斯的萨努多（Sanudo）家族建立，统治基克拉泽斯群岛的大部分，1383年落入克里斯波家族（Crispo）手中，1537年成为奥斯曼帝国的附庸，1579年被彻底吞并。
- 内格罗蓬特三主国（1205-1470年），统治内格罗蓬特岛（优卑亚岛），原本是塞萨洛尼基王国的附庸，后成为亚该亚亲王国的附庸。该国由三个男爵领地（Terziere，三分区）组成，后又分裂为六个领地（sestieri，六分区），由几个来自伦巴第的骑士统治。领土的分裂使得威尼斯共和国在岛上的势力不断增强，1390年时，威尼斯已直接控制全岛，并统治至1470年被奥斯曼帝国征服（英语：Ottoman–Venetian War (1463–1479)）。

### 十字军小国
- 凯法利尼亚与扎金索斯行宫伯国（英语：County Palatine of Cephalonia and Zakynthos）（1185-1479年），领土包括伊奥尼亚群岛中的凯法利尼亚岛、扎金索斯岛、伊薩基島，1300年后又占有萊夫卡斯島。该国是西西里王国的附庸，1195-1335年由奥尔西尼家族统治，之后一段时间由安茹王朝直辖，1357年封给托科家族，1479年，威尼斯与奥斯曼帝国瓜分了其领土。
- 罗得岛，1310年成为医院骑士团总部所在地，骑士团还占有附近的佐泽卡尼索斯群岛，直到1522年奥斯曼帝国征服罗得岛。

### 热那亚殖民地
热那亚共和国在第四次十字军后本想占领科孚岛和克里特岛，但被威尼斯共和国阻挠。直到14世纪，巴列奥略王朝时期的拜占庭帝国逐渐走向灭亡，许多热那亚贵族与弱小的拜占庭皇帝达成协议，在东北爱琴海建立了统治。
- 加蒂卢西家族（英语：Gattilusi）建立了许多领地，名义上承认拜占庭帝国为宗主，统治范围包括莱斯沃斯岛（1355-1462年）、利姆诺斯岛与萨索斯岛（1414-1462年）、萨莫色雷斯岛（1355-1457年）、色雷斯的艾诺斯（英语：Enez）城（1376-1456年），后均被奥斯曼帝国征服。
- 希俄斯领主国（英语：Lordship of Chios）与福西亚港。1304-1330年由扎卡里亚家族（英语：Zaccaria）统治，后被拜占庭帝国夺回，1346年，希俄斯与福西亚的毛纳（英语：Maona of Chios and Phocaea）（热那亚贸易公司）重新夺回两地并重建统治，直至1566年被奥斯曼帝国征服。

### 威尼斯殖民地
威尼斯共和国在希腊逐渐占领了许多地区，构成其“海外领地”的一份，其中大部分都逐渐被奥斯曼帝国占领，但其中几个据点直到1797年共和国本身灭亡时仍属于威尼斯，
- 干地亚王国（英语：Kingdom of Candia）（克里特岛）（1211-1669年）[1]，经与热那亚人的战争夺取，堪称威尼斯共和国最重要的海外殖民地，威尼斯统治期间，岛上的希腊人数次起义但都不成功，最后于克里特战争中被奥斯曼帝国征服[2]。
- 科孚岛（1207-1214年及1386-1797年），第四次十字军后不久自热那亚统治者手中夺取，不久后被伊庇鲁斯专制国占领，1258年被西西里王国征服，1386年威尼斯出兵占领，其统治持续到1797年共和国本身灭亡。
- 萊夫卡斯島（1684-1797年）, 原本是凯法利尼亚与扎金索斯行宫伯国（英语：County Palatine of Cephalonia and Zakynthos）的一部分，1479年被奥斯曼帝国征服，1684年被威尼斯夺回。
- 扎金索斯岛（1479-1797年），原本是凯法利尼亚与扎金索斯行宫伯国的一部分，1479年被威尼斯占领，直到1797年共和国灭亡。
- 凯法利尼亚岛与伊薩基島（1500-1797年），原本是凯法利尼亚与扎金索斯行宫伯国的一部分，1479年被奥斯曼帝国征服，1500年12月被威尼斯征服（英语：Siege of the Castle of Saint George），控制两岛直到1797年威尼斯共和国灭亡，后由英国控制[3]。
- 蒂诺斯岛与米科诺斯岛，原本由威尼斯人吉西家族（Ghisi）家族统治，1390年其君主将国家赠送给威尼斯政府[4]，两岛分别于1715、1718年被奥斯曼帝国征服。
- 伯罗奔尼撒与希腊大陆的许多沿岸堡垒：
  - 莫顿（今迈索尼）（英语：Methoni, Messenia）和科龙（今科罗尼）（英语：Koroni），1207年威尼斯出兵占领，并在1209年的《萨皮恩扎条约（英语：Treaty of Sapienza）》中得到确认[5]，1500年8月被奥斯曼帝国征服（英语：Ottoman–Venetian War (1499–1503)）[6]。
  - 罗马的那波里（今纳夫普利翁），1388年购买阿尔戈斯与瑙普利亚领地后获得[7]，1540年被奥斯曼帝国征服[8]。
  - 阿尔戈斯，1388年购买阿尔戈斯与瑙普利亚领地后获得，但被摩里亚专制国（属拜占庭帝国）占领，1394年6月被威尼斯夺回[7]，1462年被奥斯曼帝国征服[9]。
  - 雅典，1394年自公爵内里一世（英语：Nerio I Acciaioli）的继承人手中购买，1402-1403年被其私生子安东尼奥一世（英语：Antonio I Acciaioli）夺走，1405年，威尼斯与之达成条约，承认了他占有雅典的事实[10]。
  - 帕尔加，伊庇鲁斯海岸的港口城镇，1401年威尼斯购得，管理上附属于科孚岛，即使在1797年威尼斯共和国灭亡后也是如此，最终英国于1819年将其割与阿里帕夏[4]。
  - 勒班陀（纳夫帕克托斯），埃托利亚的港口，1390年短暂被威尼斯舰队占领，1394年其居民提出让威尼斯接管城市，但被拒绝。1407年，其阿尔巴尼亚人统治者保罗·什帕塔（Paul Spata）卖给威尼斯[11][12]，1540年被奥斯曼帝国征服[8]。
  - 帕特雷，1408-1413年及1417-1419年曾被拉丁礼帕特雷宗主教（英语：Latin Archbishopric of Patras）以每年1千杜卡特的价格租给威尼斯，因为后者不想让土耳其人或拜占庭人控制该城[13][14]。
  - 北斯波拉泽斯群岛（斯基亚索斯岛、斯科派洛斯岛、阿洛尼索斯岛），本为拜占庭帝国领地，1453年君士坦丁堡陷落后被威尼斯占领，1538年被巴巴罗萨·海雷丁征服。
  - 莫奈姆瓦夏，一个拜占庭据点，君士坦丁堡陷落后仍未被奥斯曼帝国占领，1460年接受了威尼斯统治，1540年被奥斯曼帝国征服[15]。
  - 沃尼察，位于伊庇鲁斯海岸，1684年被威尼斯征服，一直统治到1797年共和国灭亡。
  - 普雷韦扎，位于伊庇鲁斯海岸，摩里亚战争（英语：Morean War）（1684-1699年）期间曾被威尼斯征服，1717年威尼斯再次占领该城，一直统治到1797年共和国灭亡。
- 整个伯罗奔尼撒半岛（时称摩里亚）在1680年代的摩里亚战争（英语：Morean War）中被威尼斯征服，并以“摩里亚王国（英语：Kingdom of the Morea）”的形式成为威尼斯殖民地，1715年再度被奥斯曼帝国征服。

## 图集

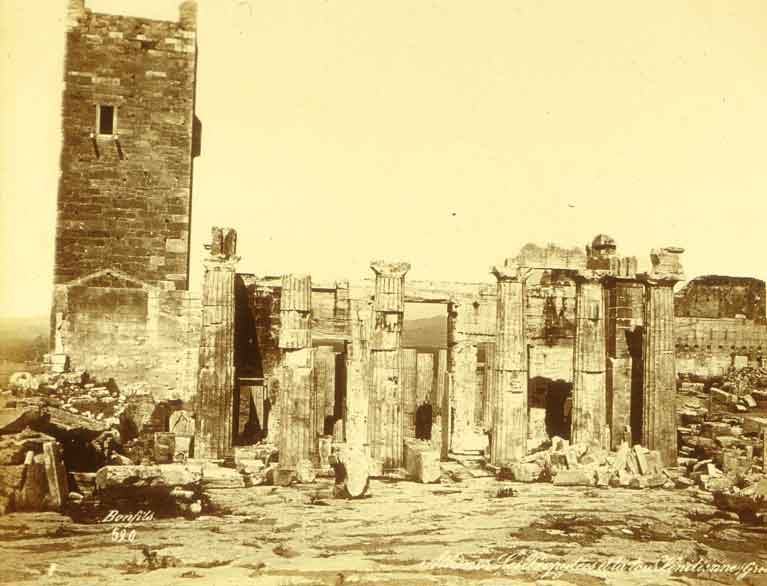
雅典卫城的法兰克人塔（英语：Frankish Tower (Acropolis of Athens)），1874年被拆除
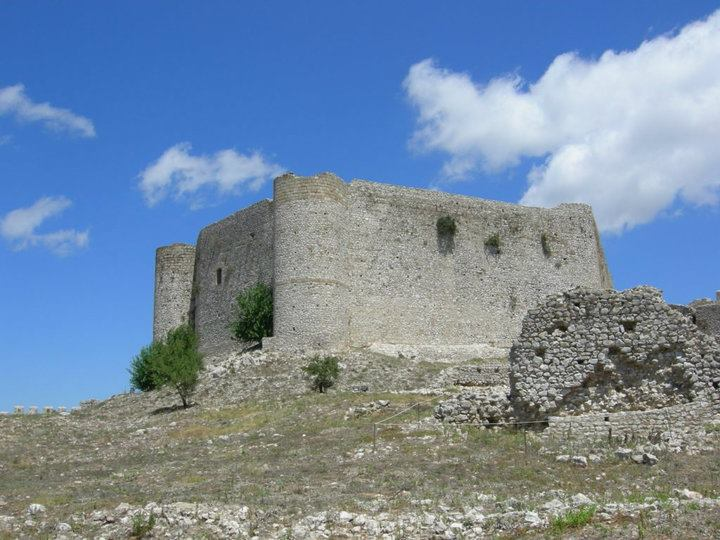
赫莱穆齐城堡
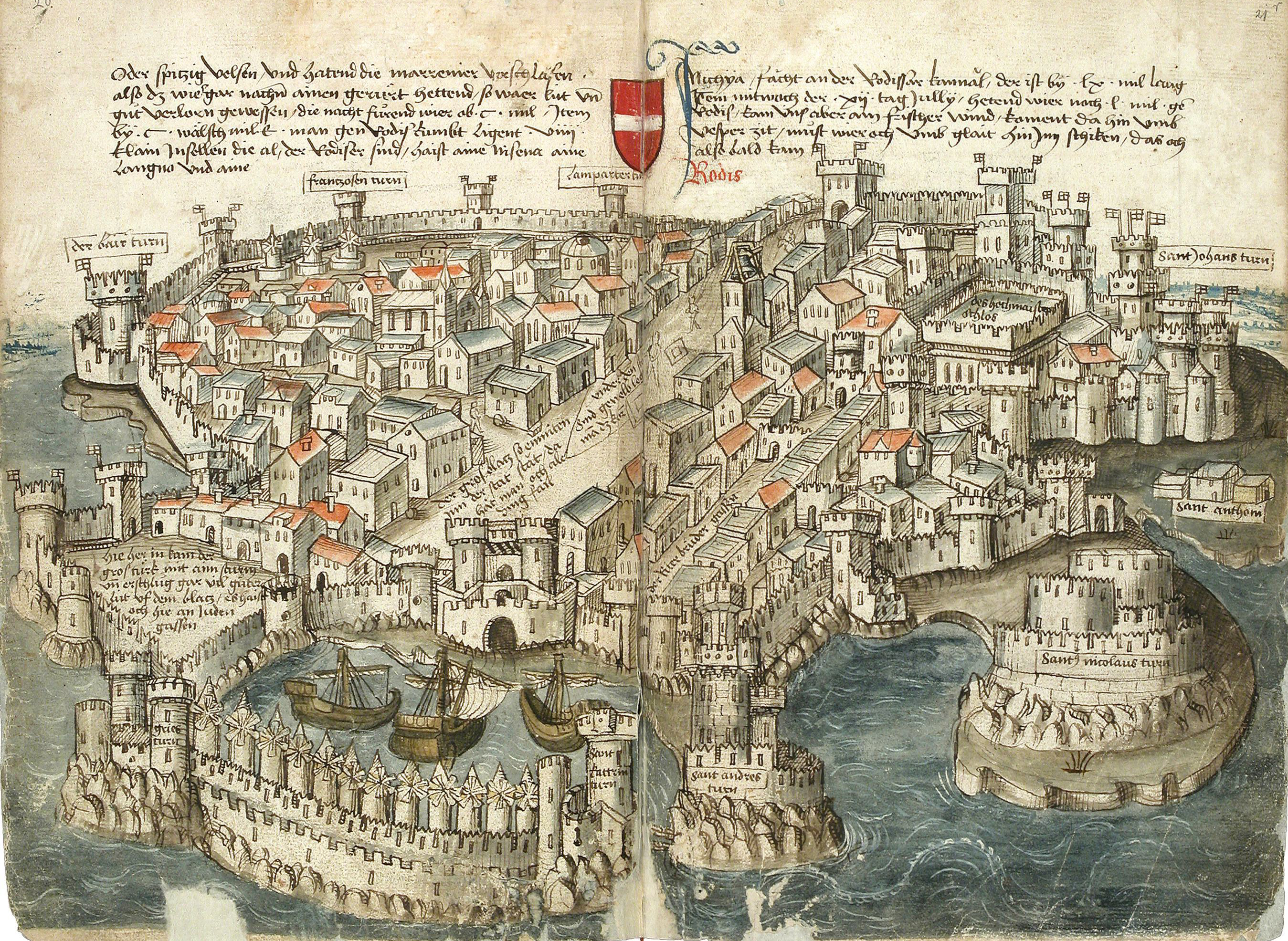
1490年左右的罗得城
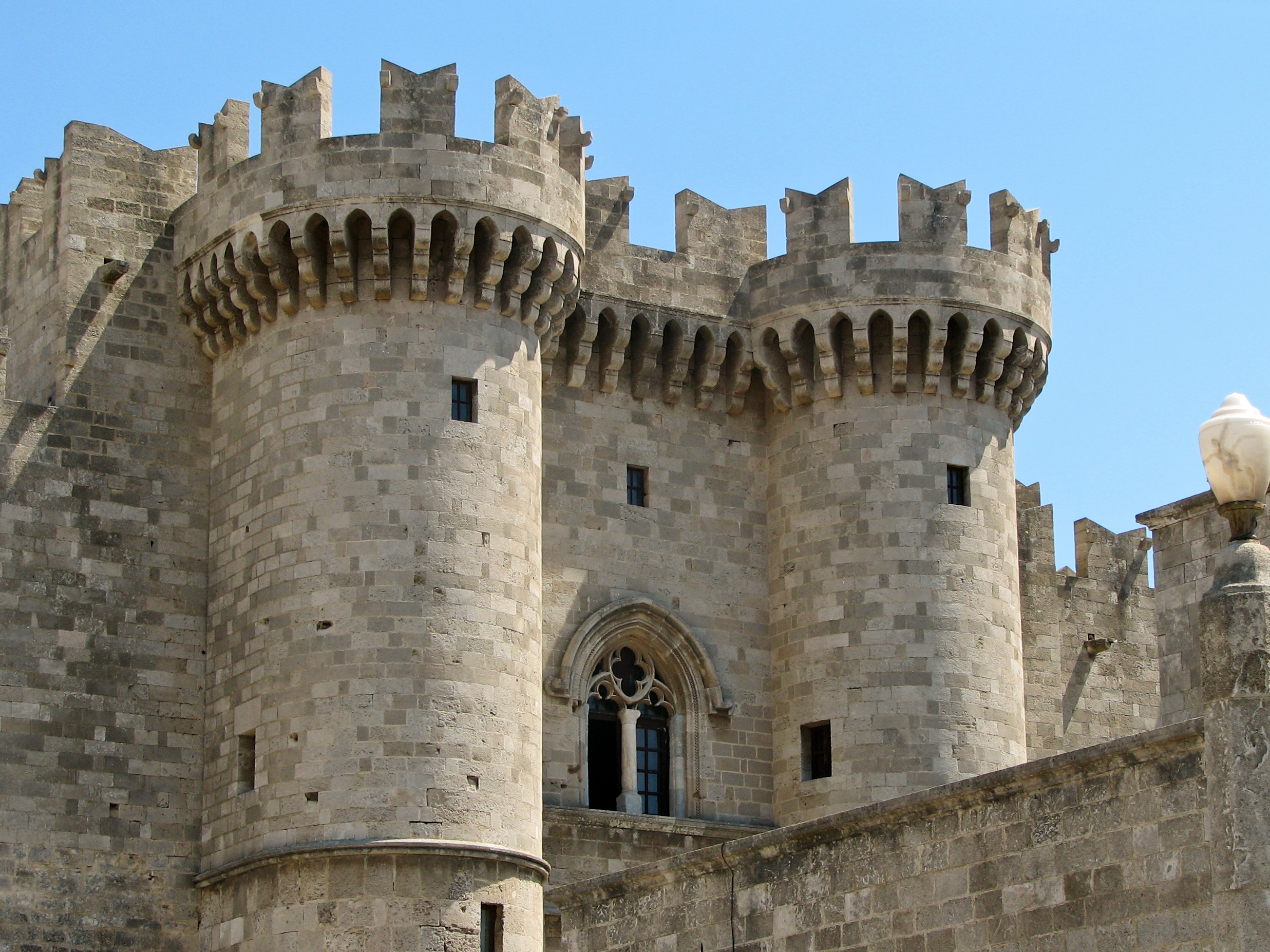
罗得岛骑士团大团长宫
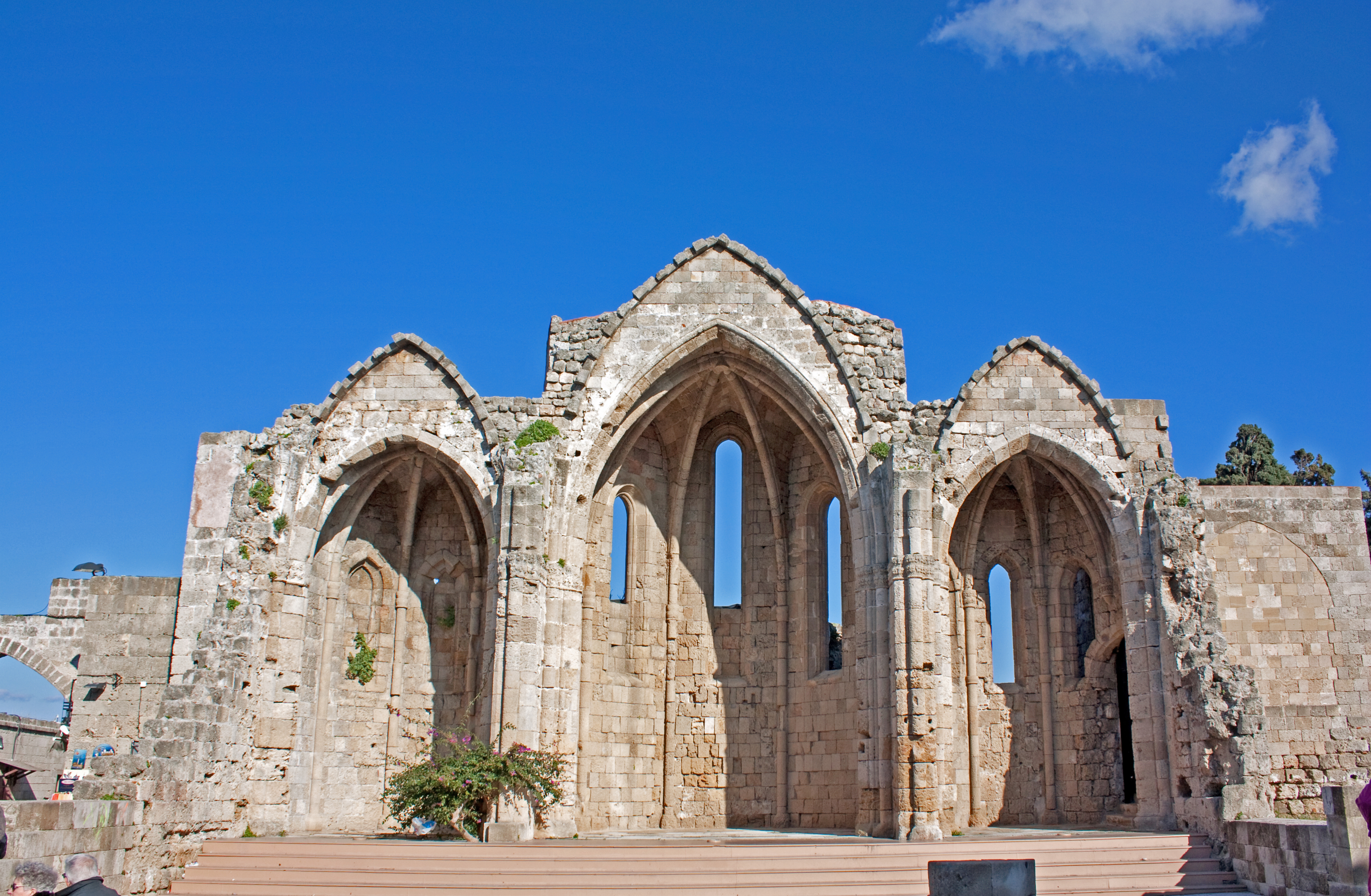
罗得城圣母堂
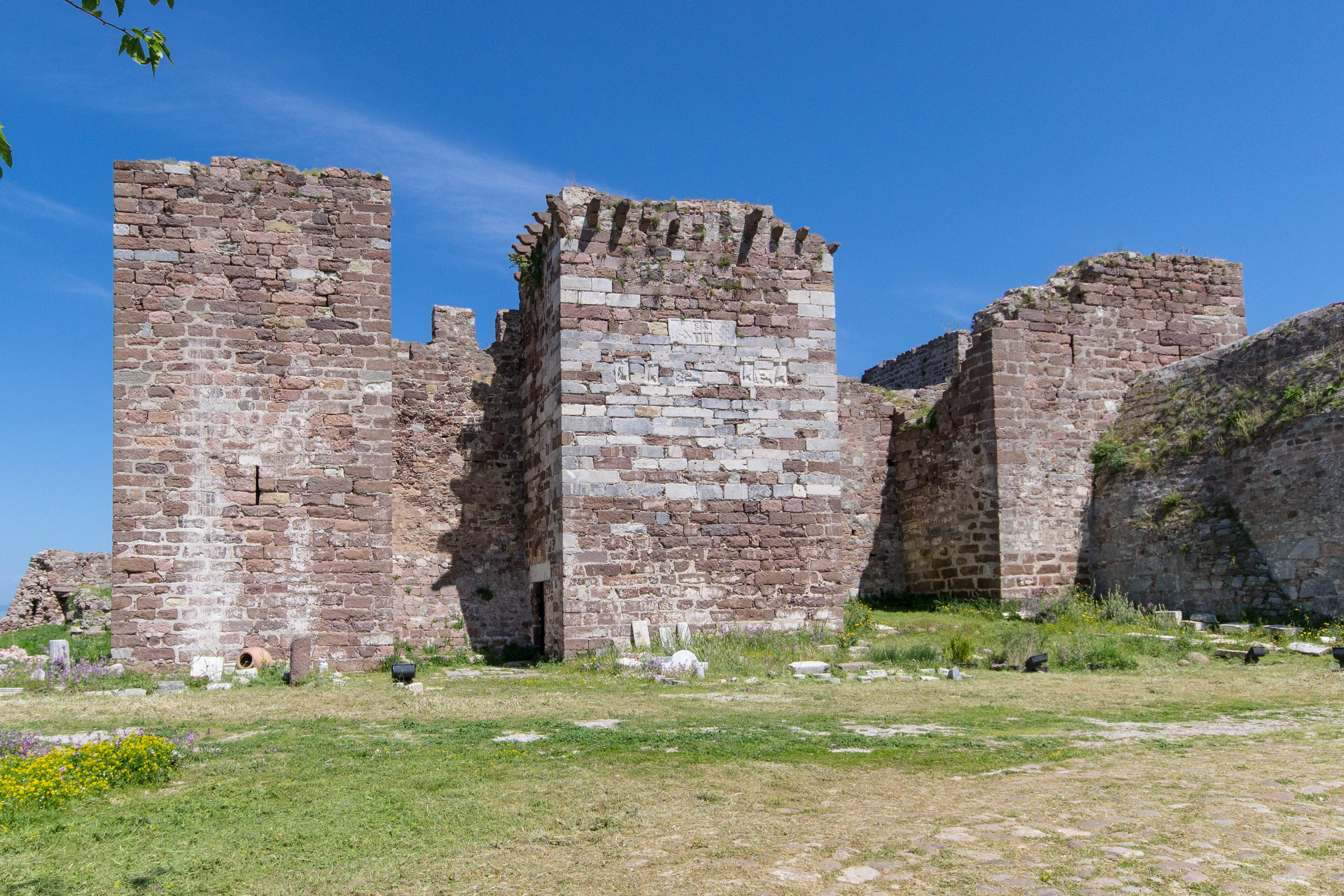
热那亚人修建的米蒂利尼城堡
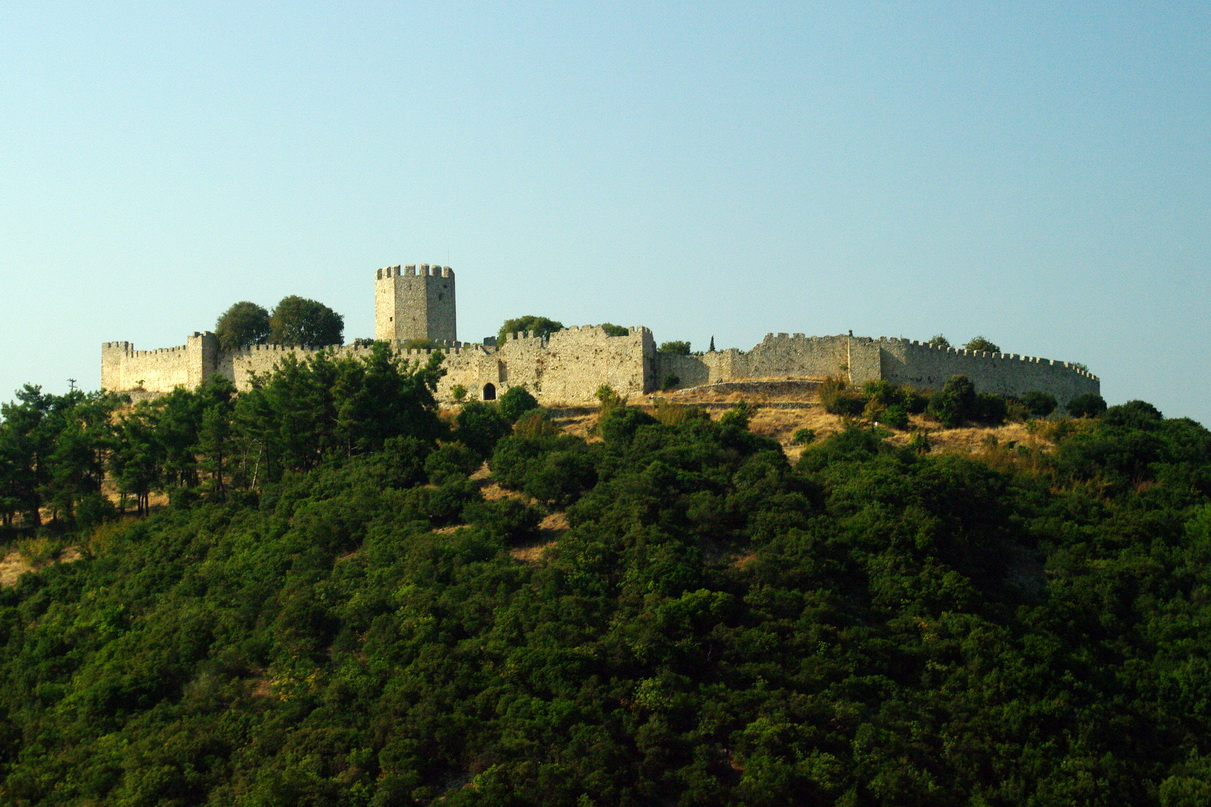
普拉塔蒙城堡

威尼斯领地（直到1797年）

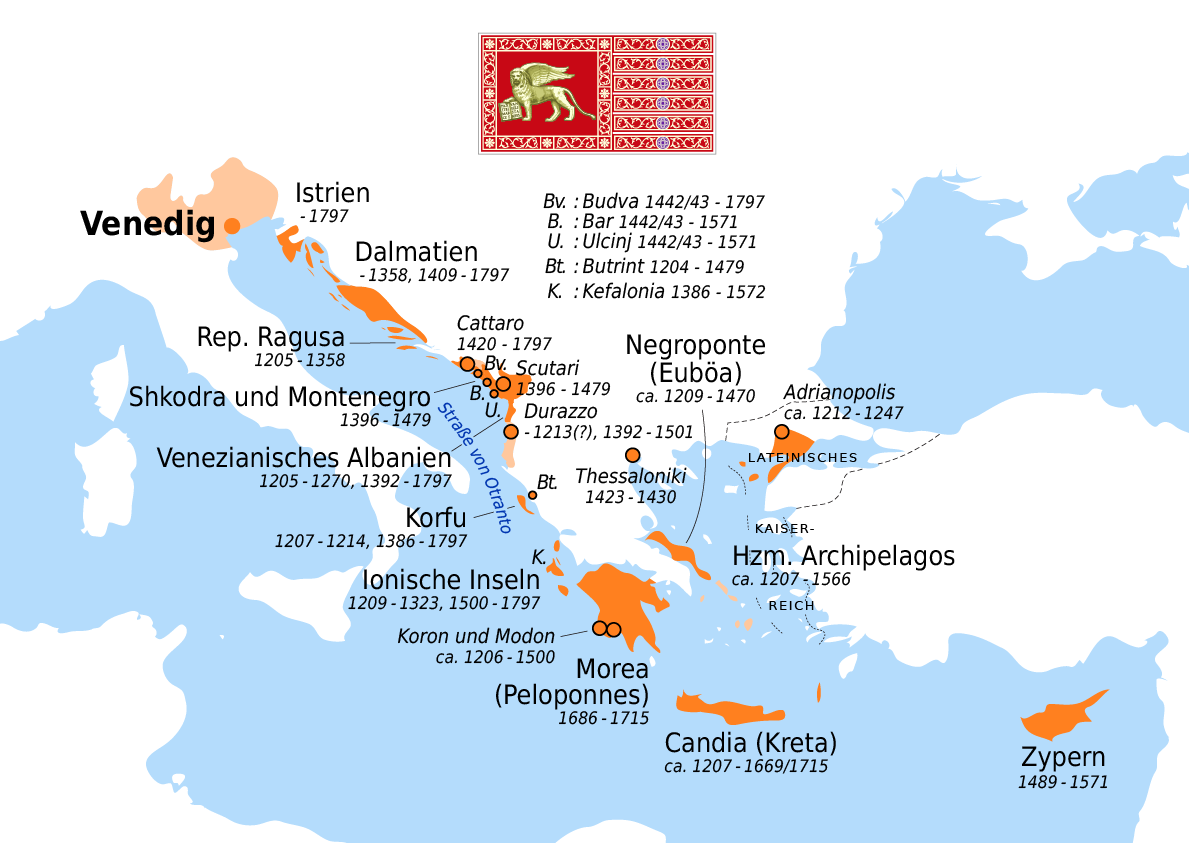
威尼斯共和国的“海外领地 （Stato da Màr）”
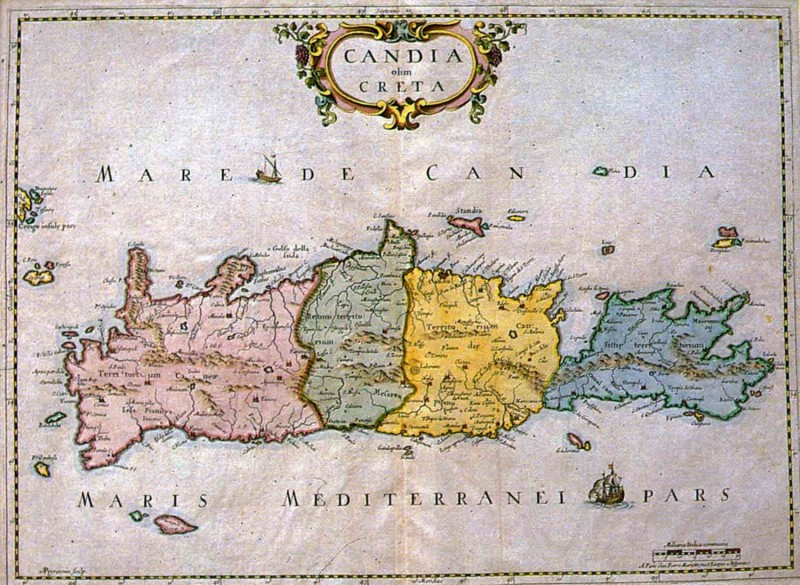
干地亚王国（英语：Kingdom of Candia）地图
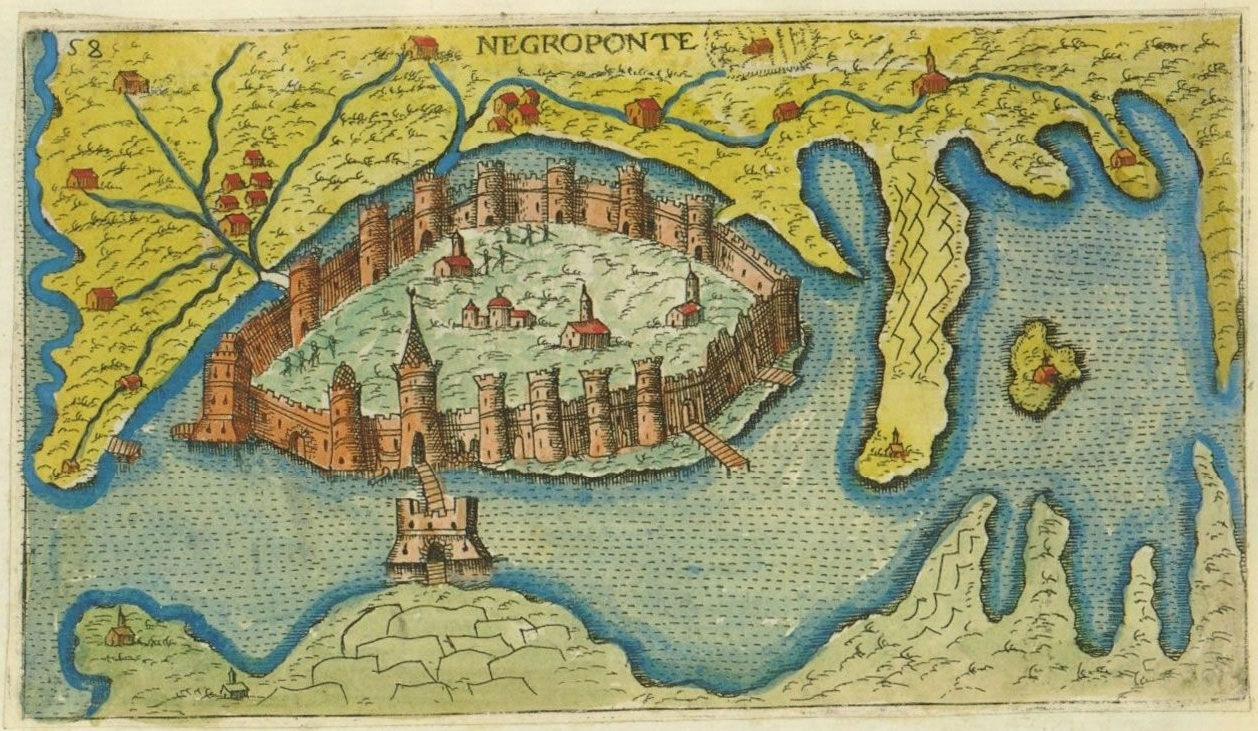
威尼斯人控制的内格罗蓬特（哈尔基斯）
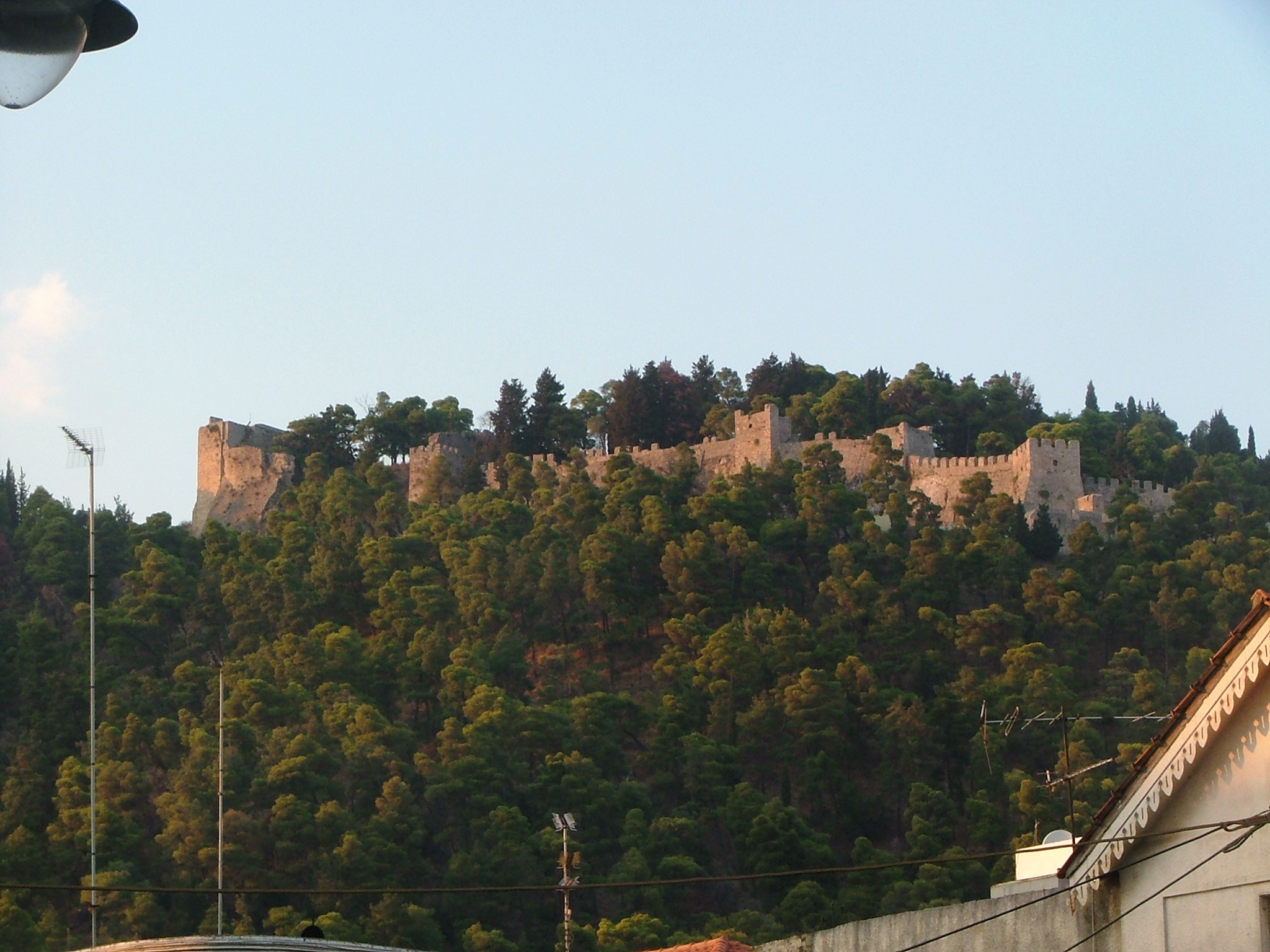
勒班陀（纳夫帕克托斯）的堡垒
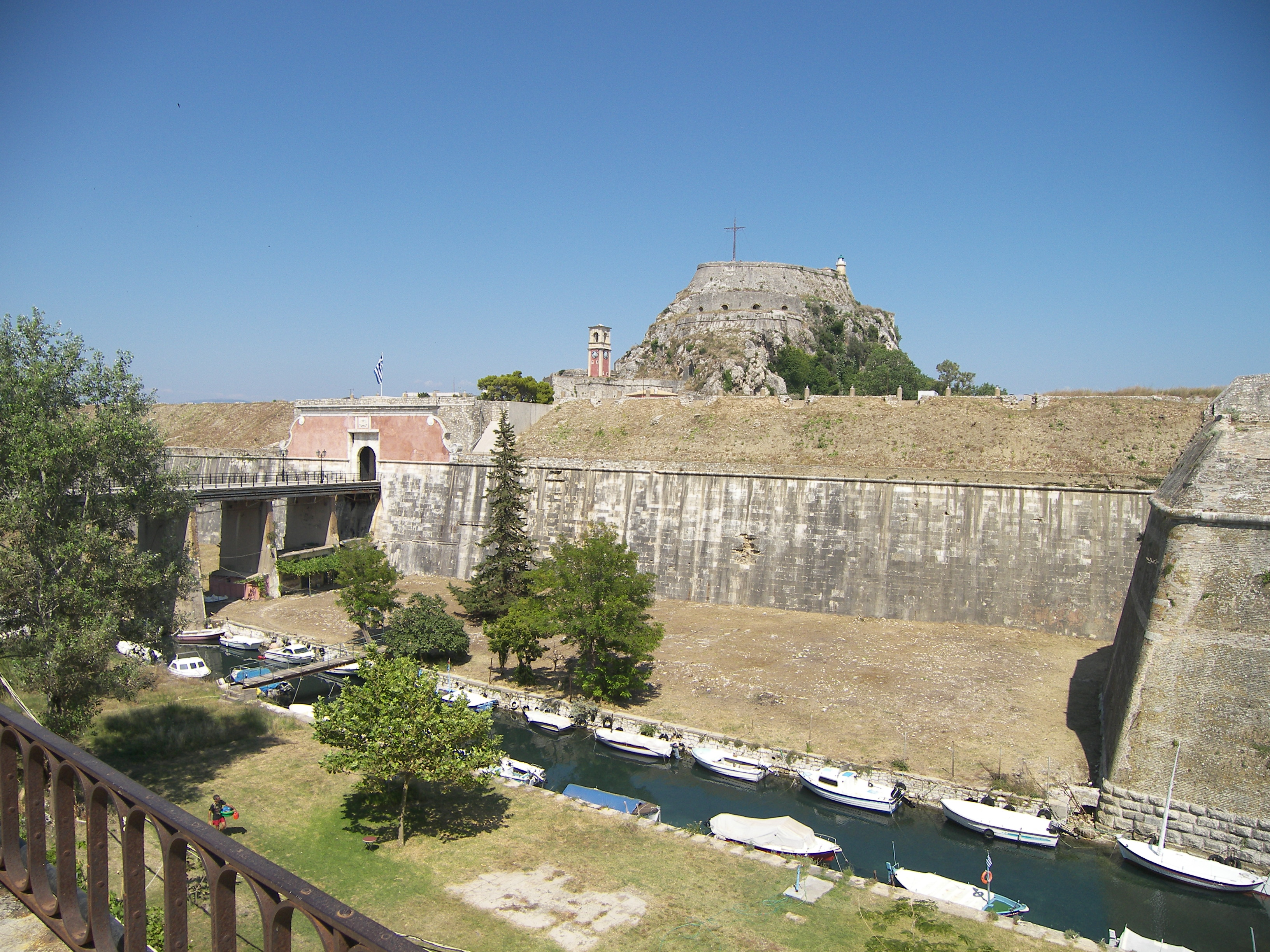
科孚旧城堡
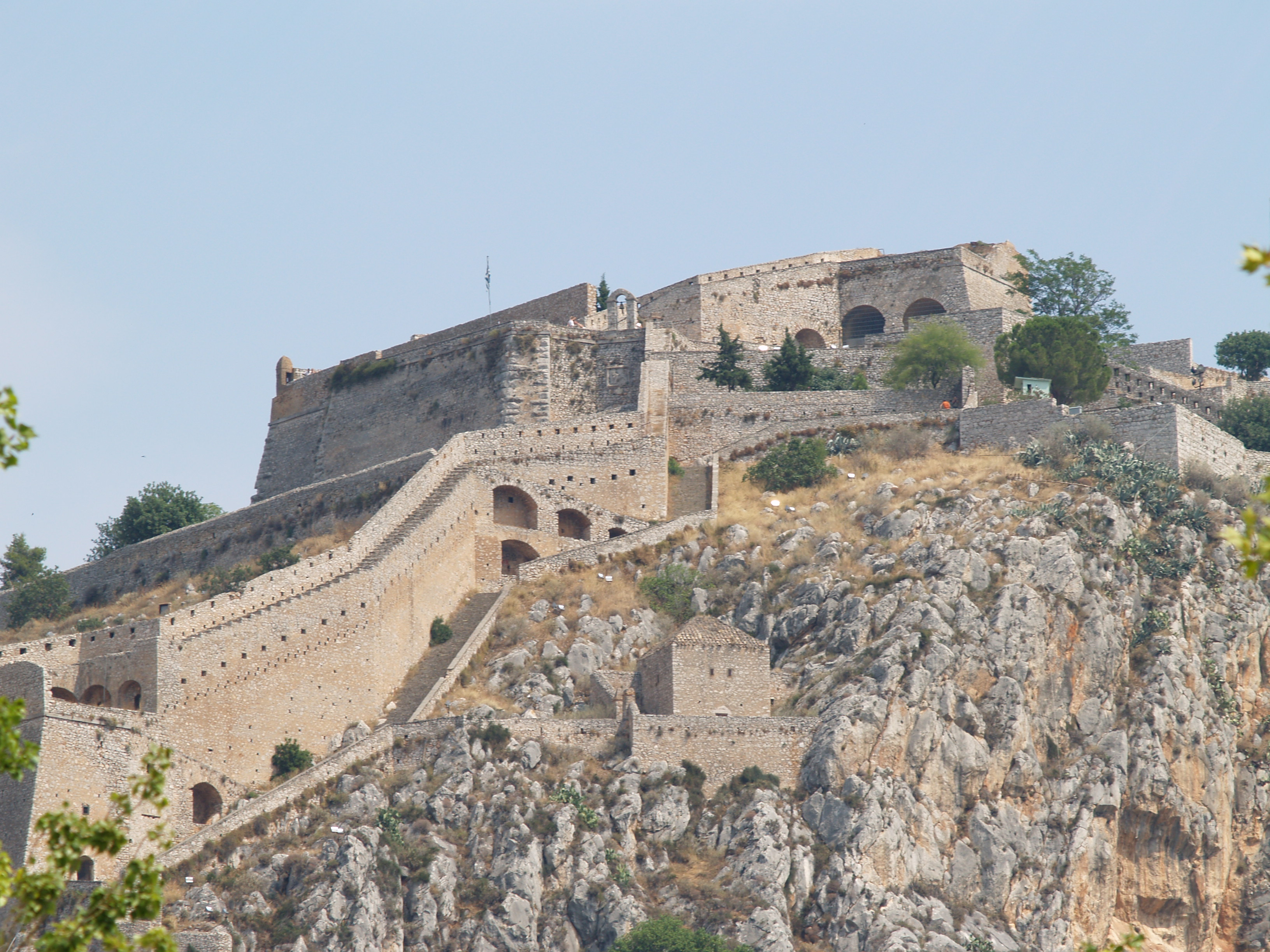
纳夫普利翁的帕拉米蒂城堡
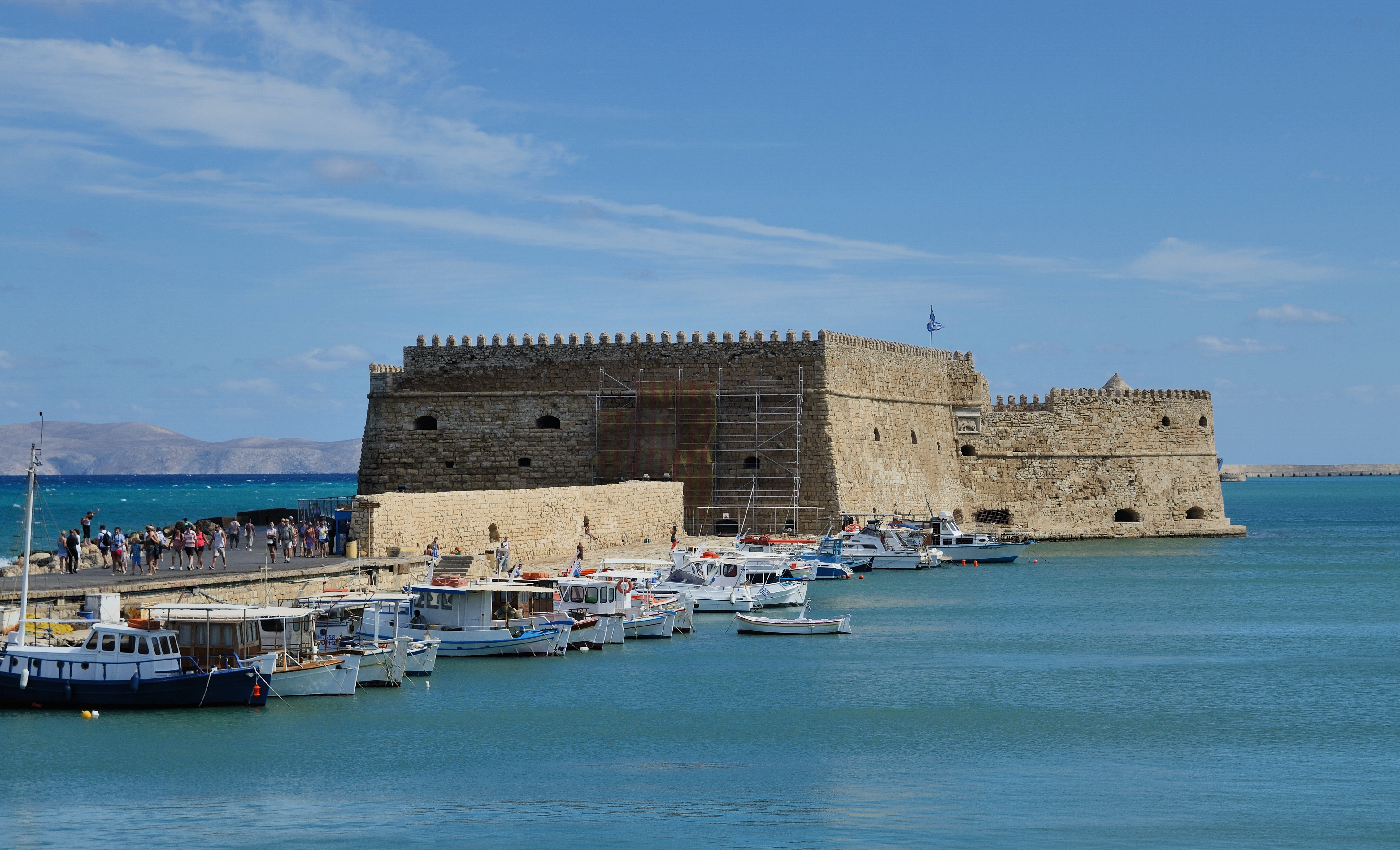
伊拉克利翁的库莱斯堡
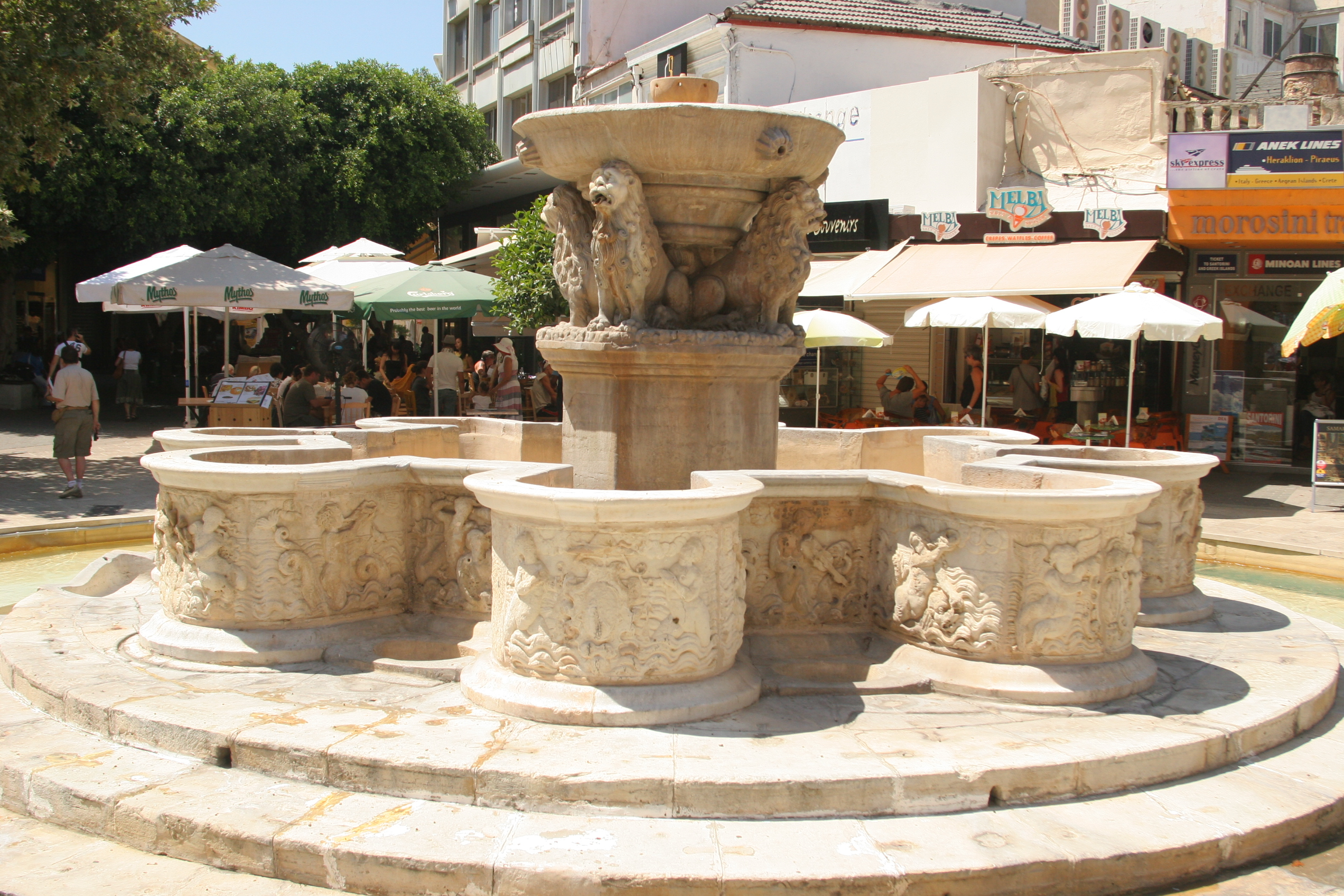
伊拉克利翁狮子广场的莫罗西尼（Morosini）喷泉

## 脚注
1. ↑  Maltezou, Crete during the Period of Venetian Rule, p. 105
2. ↑  Maltezou, Crete during the Period of Venetian Rule, p. 157
3. ↑  Setton 1978，第98, 290, 522–523頁.
4. 1 2  Miller 1908，第365頁.
5. ↑  Bon 1969，第66頁.
6. ↑  Setton 1978，第515–522頁.
7. 1 2  Topping 1975，第153–155頁.
8. 1 2  Fine 1994，第568頁.
9. ↑  Fine 1994，第567頁.
10. ↑  Miller 1908，第354–362頁.
11. ↑  Fine 1994，第356, 544頁.
12. ↑  Miller 1908，第363頁.
13. ↑  Topping 1975，第161–163頁.
14. ↑  Miller 1908，第353–364頁.
15. ↑  Fine 1994，第567–568頁.